# Piper Kerman
Piper Eressea Kerman (Boston, 1969. szeptember 28. –) amerikai írónő. 1998-ban pénzmosás bűntettének vádjával vádat emeltek ellene, és 15 hónap fogházbüntetésre ítélték egy szövetségi büntetés-végrehajtási intézetben, amelyből végül 13 hónapot töltött le. Börtönélményeiről szóló memoárja, az Orange Is the New Black: My Year in a Women's Prison (2010) című könyve alapján készült a Netflix nagysikerű Orange Is the New Black (2013) című vígjátéksorozat. A börtönből való szabadulása óta Kerman sokat beszél a börtönben lévő nőkről és a szövetségi börtönrendszer problémáiról. Jelenleg kommunikációs stratégaként dolgozik nonprofit szervezeteknek.

## Fiatalkora és iskolái
Bostonban született egy olyan családban, amelyben számos ügyvéd, orvos és pedagógus volt. 1987-ben érettségizett a Swampscott gimnáziumban, majd 1992-ben a Smith College-ban. Kerman saját meghatározása szerint WASP (White Anglo-Saxon Protestants); apai nagyapja azonban orosz-zsidó volt.

## Bűnügyi karrier
1993-ban Kerman romantikus kapcsolatba került Catherine Cleary Woltersszel (Nora Janson emlékirataiban: Laura Prepon karaktere, Alex Vause a sorozatban), egy állítólagos nigériai nagyfőnöknek dolgozó heroin dílerrel. Kerman pénzt mosott a drogügylet számára.
1998-ban Kerman ellen pénzmosás és kábítószer-kereskedelem miatt vádat emeltek, és bűnösnek vallotta magát. 2004-től kezdve 15 hónapos büntetéséből 13 hónapot a Connecticut állambeli Danburyben lévő FCI Danburyben, egy alacsony biztonsági fokozatú szövetségi börtönben töltött le.
Büntetése alatt létrehozta "The Pipe Bomb" (Csőbomba) című weboldalát, hogy dokumentálja életét a rácsok mögött.

## Későbbi pályafutása
Kerman börtönélményeiről szóló bestseller memoárja, az Orange Is the New Black: My Year in a Women's Prison (Egy évem a női börtönben) című könyve 2010. április 6-án jelent meg a Spiegel & Grau kiadónál. A Weeds Emmy-díjas alkotója, Jenji Kohan által készített, azonos című televíziós adaptáció 2013. július 11-én mutatkozott be a Netflixen, és hét évadon keresztül vetítették. Kerman karakterét a sorozatban ("Piper Chapman") Taylor Schilling alakítja. Az Orange is the New Black a kritikusok elismerésében részesült, és négy Emmy-díjat nyert.
Kerman tagja a Női Börtönszövetség elnökségének, és gyakran meghívják, hogy előadásokat tartson kreatív írás, kriminológia, gender és női jogi tanulmányok és szociológia szakos hallgatóknak, valamint olyan csoportoknak, mint az Amerikai Büntetés-végrehajtási Szövetség aránytalan kisebbségi elzárásért felelős munkacsoportja, szövetségi próbaidősök, kirendelt védők, igazságügyi reformok szószólói és önkéntesei, könyvklubok, valamint korábban és jelenleg bebörtönzöttek előtt.
2014. február 10-én Kerman megkapta a John Jay College of Criminal Justice Center on Media, Crime & Justice 2014 Justice Trailblazer Award díját.
2014. február 25-én Kerman tanúskodott a "A magánelzárás újraértékelése" című meghallgatáson a szenátus alkotmányjogi, polgári jogi és emberi jogi albizottsága előtt, amelyet Dick Durbin többségi vezetőhelyettes elnököl.
2015. augusztus 4-én Kerman tanúskodott a "A Börtönügyi Hivatal felügyelete: Első kézből származó beszámolók a szövetségi börtönrendszer kihívásairól" című meghallgatáson a szenátus Belbiztonsági és Kormányzati Ügyek Bizottsága előtt, amelynek elnöke Ron Johnson szenátor volt.
2015 óta Kerman kommunikációs stratégaként dolgozik nonprofit szervezeteknek.
Börtönbüntetése óta többször beszélt nyilvánosan a büntetés-végrehajtásban lévő nők érdekében és a tapasztalatairól.
2019-ben vendégként szerepelt az Orange Is the New Black utolsó epizódjában, az ohiói börtön utolsó jelenetében, amikor Piper meglátogatta Alexet. Kerman két székkel balra ült Alex-től, mint a férje által meglátogatott elítélt (a való életben). A sorozat nyitó képsoraiban is feltűnik egy cameo jelenetben, mint az elítélt, aki pislog.

## Magánélete
Kerman azt mondta: "Biszexuális vagyok, tehát a meleg közösség (LMBT+) része vagyok." 18 éves kora körül coming outolt, és fiatalkora nagy részében leszbikusként azonosította magát. 2006. május 21-én Kerman hozzáment Larry Smith íróhoz, néhány hónappal azután, hogy elkezdte kiadni a Smith Magazine-t. Kerman és Smith az Ohio állambeli Columbusban élnek, és írástanítást tanít a Marion Javítóintézetben és az Ohio-i Női Javítóintézetben a közeli Marysville-ben. A Harvard Egyetem "Humanist Hub" csoportja "Az év humanista hősnője" díjjal tüntette ki.

## Művei
- Orange Is the New Black: My Year in a Women's Prison – Spiegel & Grau, ISBN 978-0-812-98618-1
  - Túlélni a női börtönt – Twister Media, Budapest, 2014 · ISBN 9789638989970 · Fordította: Csulák Márta
- Finding My Way Back

## Egyéb információk
- Piper Kerman az IMDb-n
- Honlapja

## Fordítás
- Ez a szócikk részben vagy egészben  a   Piper Kerman című angol Wikipédia-szócikk fordításán alapul.  Az eredeti cikk szerkesztőit annak laptörténete sorolja fel. Ez a jelzés csupán a megfogalmazás eredetét és a szerzői jogokat jelzi, nem szolgál a cikkben szereplő információk forrásmegjelöléseként.